# Akcja Polska

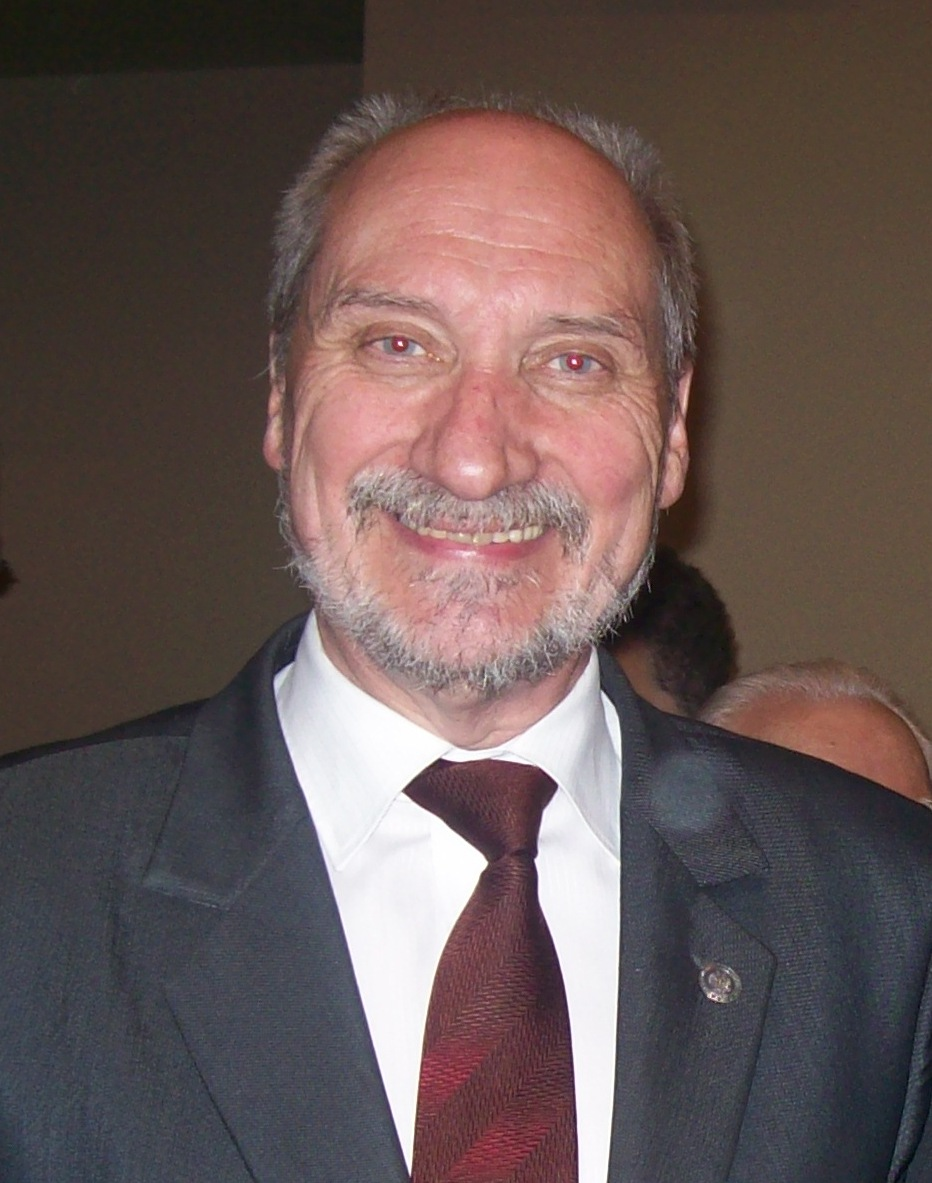
Lider Ruchu Chrześcijańsko-Narodowego Akcja Polska Antoni Macierewicz

Ruch Chrześcijańsko-Narodowy Akcja Polska – polska narodowo-konserwatywna partia polityczna istniejąca w latach 90.

## Historia
Partia została powołana na bazie działającego w Sejmie I kadencji Koła Poselskiego Akcji Polskiej, utworzonego przez byłych działaczy Zjednoczenia Chrześcijańsko-Narodowego, którzy opuścili to ugrupowanie w 1992 po odwołaniu rządu Jana Olszewskiego. W skład koła weszli Antoni Macierewicz (jako jego przewodniczący i lider partii w całym okresie jej działalności), Mariusz Marasek oraz Piotr Walerych. Pierwszy zjazd partii odbył się 27 lutego 1993.
6 czerwca 1993 Akcja Polska przystąpiła do Ruchu dla Rzeczypospolitej i w wyborach parlamentarnych w 1993 działacze AP kandydowali z listy Koalicji dla Rzeczypospolitej, która nie dostała się do Sejmu RP.
W 1995 poparła kandydaturę Jana Olszewskiego w wyborach prezydenckich. Następnie zgłosiła akces do Ruchu Odbudowy Polski. Formalnie istniała do 1998.